# Moon le panda
Pour plus de détails, voir Fiche technique et Distribution.
Moon le panda est un film d'aventures franco-belge réalisé par Gilles de Maistre et sorti en 2025,.

## Synopsis
Tian a 12 ans quand il est envoyé chez sa grand-mère à cause de ses mauvais résultats à l'école. Loin de la ville, dans les mystérieuses montagnes chinoises, il se lie d’amitié en secret avec un panda qu’il nomme Moon. C’est le début d’une incroyable aventure qui va changer à tout jamais sa vie et celle de sa famille.

## Fiche technique
Sauf indication contraire, les informations mentionnées dans cette section peuvent être confirmées par les bases de données cinématographiques IMDb et Allociné,  présentes dans la section « Liens externes ».
- Titre original : Moon le panda
- Réalisation : Gilles de Maistre
- Scénario : Prune de Maistre
- Musique : Armand Amar
- Décors :
- Costumes :
- Photographie : Marie Spencer
- Son : Yves Bemelmans et Alice Prouvost
- Montage : Julien Rey
- Production :
  - Production exécutive : Catherine Camborde, Gilles de Maistre et Sidonie Dumas
- Société de production : Gaumont et Mai-Juin Productions
- Société de distribution : Gaumont
- Budget : 10 millions d'euros
- Pays de production :  France et  Belgique
- Langue originale : Anglais
- Format : couleur — 2,39:1 — son 5.1
- Genre : Film d'aventures
- Durée : 100 minutes
- Dates de sortie :
  - France : 9 avril 2025

## Distribution
- Noé Liu Martane : Tian Zhao
- Sylvia Chang : Nai Nai
- Yé Liu : Fu Zhao
- Nina Liu Martane : Liya Zhao
- Alexandra Lamy : Emma Zhao